# Skradin vára
Skradin vára (horvátul: Utvrda Skradin, Turina), várrom Horvátországban, a dalmáciai Skradin határában.

## Fekvése
A vár romjai közvetlenül a város felett emelkedő domb oldalában találhatók. 

## Története
Skradin vára Šubić Pál horvát bán (1273–1312) idejében épült egy ókori liburn erődítmény helyére. A Šubićoké, majd 1356-tól királyi vár a horvát bán igazgatása alatt. 1399-ben Hrvatinić Vuk bán özvegyéé, akitől 1403-ban Hervoja elfoglalta. Később újra királyi vár lett, majd a Frangepánoké. 1409-ben egész Dalmáciával együtt százezer aranydukátért megvásárolta a Velencei Köztársaság. Püspökség székhelyeként, fontos kikötőként középkor folyamán végig megtartotta gazdasági és politikai jelentőségét. 1522-ben Skradin török uralom alá került és csak 1684-ben szabadították fel.

## A vár mai állapota
A ma Turinának nevezett vár maradványa egy henger alakú torony és a hozzá keletről kapcsolódó, négyzetes épület alapfalaiból áll. A gerinc nyugati oldalán további falak maradványai láthatók. A torony átmérője mintegy 14 méter, a kapcsolódó négyzetes épület oldalai hozzávetőlegesen 9 méteresek. A 16. századi ábrázolásokon a toronytól nyugatra is láthatók épületek, de ma már ezek nincsenek meg.